# Olympische Sommerspiele 2016/Schwimmen – 400 m Lagen (Männer)
Der Wettbewerb über 400 Meter Lagen der Männer bei den Olympischen Spielen 2016 in Rio de Janeiro wurde am 6. August 2016 ausgetragen. 27 Athleten aus 20 Ländern nahmen daran teil.
Es fanden vier Vorläufe statt. Die acht schnellsten Schwimmer aller Vorläufe qualifizierten sich für das Finale, das am gleichen Tag (MESZ am nächsten Tag) ausgetragen wurde.
Abkürzungen:

WR = Weltrekord, OR = olympischer Rekord, NR = nationaler Rekord

ER = Europarekord, NAR = Nordamerikarekord, SAR = Südamerikarekord, ASR = Asienrekord, AFR = Afrikarekord, OZR = Ozeanienrekord

## Vorlauf

### Vorlauf 1
6. August 2016
| Platz | Name                 | Nation        | Zeit        | Anmerkung |
| ----- | -------------------- | ------------- | ----------- | --------- |
| 1     | Christoph Meier      | Liechtenstein | 4:19,19 min |           |
| 2     | Pedro Miguel Pinotes | Angola        | 4:25,84 min |           |
| 3     | Luis Emigdio Vega    | Kuba          | 4:27,27 min |           |

### Vorlauf 2
6. August 2016
| Platz | Name                | Nation     | Zeit        | Anmerkung |
| ----- | ------------------- | ---------- | ----------- | --------- |
| 1     | Travis Mahoney      | Australien | 4:13,37 min |           |
| 2     | Joan Lluís Pons     | Spanien    | 4:13,55 min |           |
| 3     | Jérémy Desplanches  | Schweiz    | 4:15,46 min |           |
| 4     | Alexis Santos       | Portugal   | 4:15,84 min |           |
| 5     | Michael Meyer       | Südafrika  | 4:18,13 min |           |
| 6     | Gal Nevo            | Israel     | 4:18,29 min |           |
| 7     | Raphaël Stacchiotti | Luxemburg  | 4:20,37 min |           |
| 8     | Pavel Janeček       | Tschechien | 4:22,09 min |           |

### Vorlauf 3
6. August 2016
| Platz | Name                 | Nation         | Zeit        | Anmerkung |
| ----- | -------------------- | -------------- | ----------- | --------- |
| 1     | Kosuke Hagino        | Japan          | 4:10,00 min |           |
| 2     | Max Litchfield       | Großbritannien | 4:11,95 min |           |
| 3     | Thomas Fraser-Holmes | Australien     | 4:12,51 min |           |
| 4     | Richard Nagy         | Slowakei       | 4:13,87 min |           |
| 5     | Wang Shun            | China          | 4:14,46 min |           |
| 6     | Gergely Gyurta       | Ungarn         | 4:14,81 min |           |
| 7     | Dávid Verrasztó      | Ungarn         | 4:15,04 min |           |
| 8     | Johannes Hintze      | Deutschland    | 4:18,25 min |           |

### Vorlauf 4
6. August 2016
| Platz | Name                      | Nation             | Zeit        | Anmerkung       |
| ----- | ------------------------- | ------------------ | ----------- | --------------- |
| 1     | Chase Kalisz              | Vereinigte Staaten | 4:08,12 min |                 |
| 2     | Daiya Seto                | Japan              | 4:08,47 min |                 |
| 3     | Jay Litherland            | Vereinigte Staaten | 4:11,10 min |                 |
| 4     | Brandonn Almeida          | Brasilien          | 4:17,25 min |                 |
| 5     | Luca Marin                | Italien            | 4:17,88 min |                 |
| 6     | Federico Turrini          | Italien            | 4:18,39 min |                 |
| 7     | Sebastian Daniel Rousseau | Südafrika          | 4:18,72 min |                 |
| –     | Jacob Heidtmann           | Deutschland        | —           | Disqualifiziert |

## Finale
6. August 2016, Uhr MEZ
| Platz | Name                 | Nation             | Zeit        | Anmerkung |
| ----- | -------------------- | ------------------ | ----------- | --------- |
| 1     | Kosuke Hagino        | Japan              | 4:06,05 min | ASR       |
| 2     | Chase Kalisz         | Vereinigte Staaten | 4:06,75 min |           |
| 3     | Daiya Seto           | Japan              | 4:09,71 min |           |
| 4     | Max Litchfield       | Großbritannien     | 4:11,62 min |           |
| 5     | Jay Litherland       | Vereinigte Staaten | 4:11,68 min |           |
| 6     | Thomas Fraser-Holmes | Australien         | 4:11,90 min |           |
| 7     | Travis Mahoney       | Australien         | 4:15,48 min |           |
| 8     | Joan Lluís Pons      | Spanien            | 4:16,58 min |           |